# Museum Kapel van Verbeelding
Het Museum Kapel van Verbeelding (voorheen: Drukkunstmuseum en Museum De Historische Drukkerij) is een museum, gelegen aan de Jodenstraat 22 in de Limburgse hoofdstad Maastricht.

## Oprichting
Het museum werd opgericht door grafisch kunstenaar René Glaser (1949). Het bevindt zich in het pand Jodenstraat 22 en in de naastgelegen voormalige kapel van de Vincentiusvereniging. Beide gebouwen werden in 2000-2002 gerestaureerd en heringericht als museum, naar een ontwerp van Jo Janssen Architecten.

## Thema
Het betreft een historische drukkerij van omstreeks 1900, die nog steeds in gebruik is, met de diverse gereedschappen die daarbij nodig zijn. Vooral wordt ingegaan op de ontwikkelingen van de druktechniek in de periode 1840-1940, toen de industrialisatie ook in deze bedrijfstak zijn intrede deed.
Daarnaast wordt de verbinding tussen druktechniek en kunst gelegd en wordt getoond hoe prenten van onder meer Rembrandt en Toulouse Lautrec tot stand kwamen.
De bijdrage van Maastricht aan de drukkunst wordt belicht. Van speciaal belang voor Maastricht is de techniek die omstreeks 1850 door de fabriek Koninklijke Sphinx werd aangewend om aardewerk te versieren. Een speciale werkplaats is nagebouwd die aan deze techniek is gewijd.